# Isa Dick Hackett
Isa Dick Hackett (nacida Isolde Freya Dick; Greenbrae, 15 de marzo de 1967) es una productora y escritora estadounidense que ayudó a producir The Man in the High Castle, Philip K. Dick's Electric Dreams y The Adjustment Bureau, todos los cuales están basados en obras de su padre, Philip K. Dick.

## Biografía
Isa Dick Hackett nació Isolde Freya Dick en Greenbrae, California, de madre Nancy Hackett y padre Philip K. Dick, el famoso escritor estadounidense de ciencia ficción. Hackett ha ayudado a escribir o producir varias adaptaciones cinematográficas de las obras de su padre. Hackett supervisa Electric Shepherd Productions con sus hermanos.
A raíz de las revelaciones sobre conducta sexual inapropiada por parte de Harvey Weinstein y el movimiento #MeToo en 2017, Hackett le dijo a The Hollywood Reporter que Roy Price, el jefe de programación de Amazon, la había acosado sexualmente en la Comic-Con de San Diego de 2015. Hackett declaró que Price le pidió sexo agresivamente en un taxi, que era la primera vez que se habían visto, y le dijo repetidamente You will love my dick («Te encantará mi polla»), a pesar de que ella le dijo con firmeza que no estaba interesada, que era lesbiana y que tenía esposa e hijos. Michael Paull, un alto ejecutivo de Amazon, estaba en el taxi con ellos en ese momento. Más tarde esa noche, Price le gritó Anal sex! («¡Sexo anal!») en el oído a Hackett mientras conversaba con otros ejecutivos de Amazon. Price fue despedido después de una investigación interna por parte de Amazon.